# Beverly Crusher

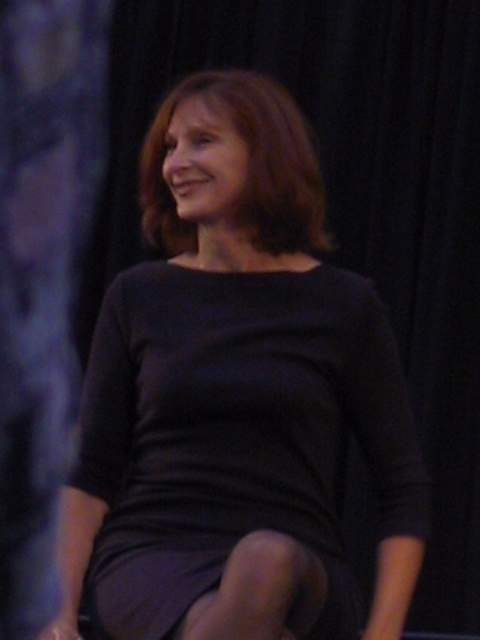
Gates McFadden

Comandorul Beverly Crusher, D.M. (născută Beverly Cheryl Howard) este un personaj fictiv din serialul de televiziune Star Trek: Generația următoare și din patru filme Star Trek. Apare în cele mai multe episoade ale serialului. Rolul a fost interpretat de actrița americană Gates McFadden.
Crusher este ofițerul medical principal la bordul lui USS Enterprise-D (și pe succesoarea sa, USS Enterprise-E). Crusher deține rangul de Comandor și devine șeful Flotei medicale în anii 2365. Ea are un fiu, Crusher, cu Jack Crusher.